# Borisław Gucanow
Borisław Gucanow Gucanow, bułg. Борислав Гуцанов Гуцанов (ur. 17 czerwca 1967 w Warnie) – bułgarski polityk i samorządowiec, deputowany, od 2025 minister pracy i polityki socjalnej.

## Życiorys
W 1991 został absolwentem uczelni marynarki wojennej WWMU „Nikoła Jonkow Wapcarow”. W 2017 ukończył zarządzanie strategiczne bezpieczeństwem i obronnością na Akademii Wojskowej im. Georgiego Rakowskiego. Początkowo pracował w kompanii żeglugowej BMF. Zawodowo związany z branżą spedycyjną, transportową i logistyczną.
Zaangażował się w działalność polityczną w ramach Bułgarskiej Partii Socjalistycznej. W 1995 został radnym miejskim w Warnie. W latach 2005–2010 pełnił funkcję przewodniczącego rady miejskiej. W latach 2013–2014 sprawował mandat posła do Zgromadzenia Narodowego 42. kadencji. Powrócił do parlamentu w wyniku wyborów z kwietnia 2021. Mandat deputowanego utrzymywał na kolejne kadencje w lipcu 2021, listopadzie 2021, październiku 2022, kwietniu 2023, czerwcu 2024 i październiku 2024.
Kierował frakcją parlamentarną socjalistów. W styczniu 2025 objął stanowisko ministra pracy i polityki socjalnej w nowo powołanym rządzie Rosena Żelazkowa.